# Église Saint-Privat de Saint-Privat-d'Allier
Pour les articles homonymes, voir Église Saint-Privat.
L'église Saint-Privat est une église catholique située à Saint-Privat-d'Allier, en France.

## Localisation
L'église est située dans le département français de la Haute-Loire, sur la commune de Saint-Privat-d'Allier.

## Historique
L'édifice est inscrit au titre des monuments historiques par arrêté du 7 janvier 1926.

## Œuvres d'art

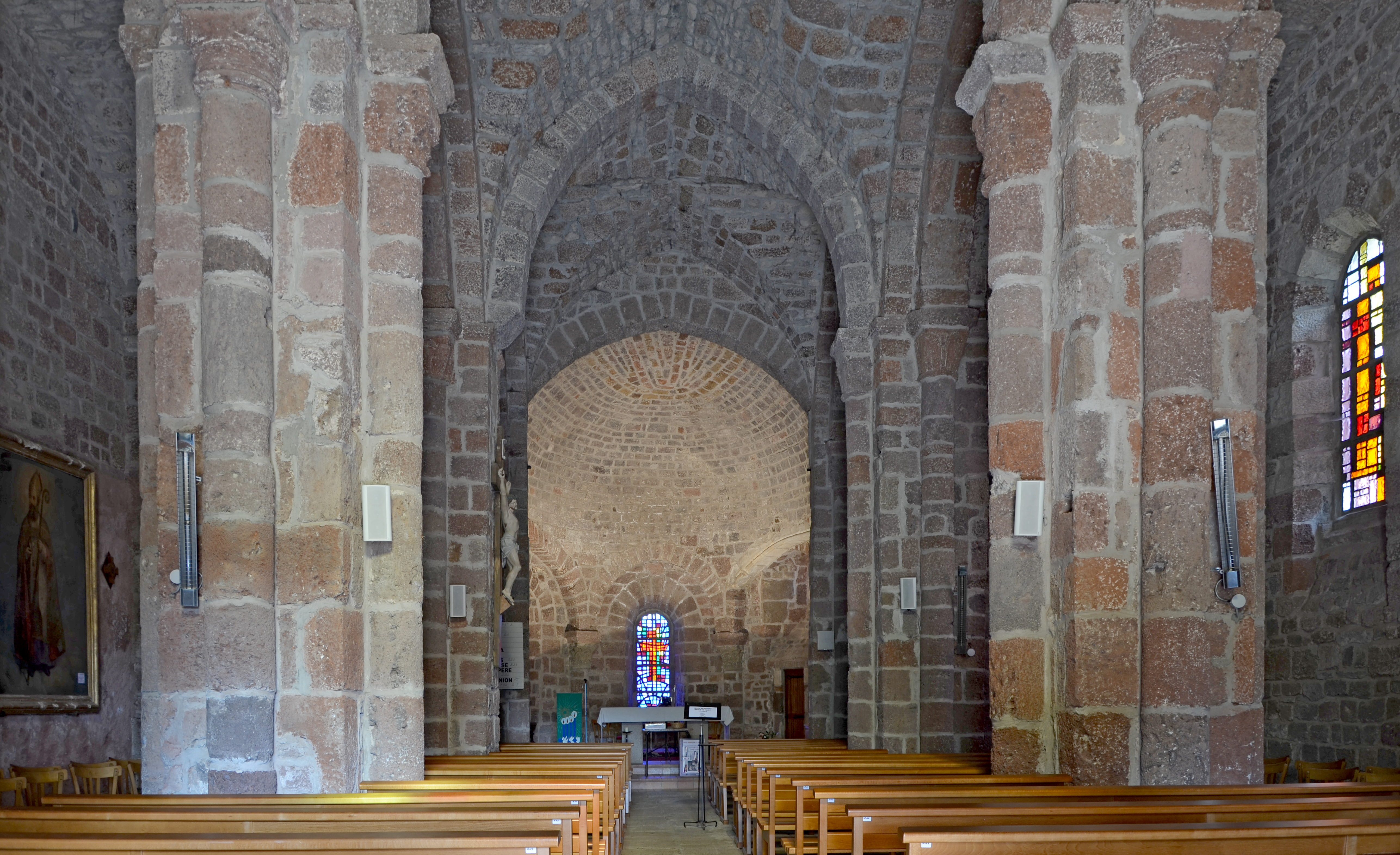
À gauche, vue tronquée du tableau du frère Odilon

- Un tableau représentant saint Privat, peint par le Frère Odilon (1833-1904) en 1878.